# Michael Rodger
Michael Victor John Rodger –conocido como Mike Rodger– (Cambridge, 25 de enero de 1965) es un deportista neozelandés que compitió en remo. Ganó una medalla de plata en el Campeonato Mundial de Remo de 1994, en la prueba de doble scull ligero.

## Palmarés internacional
| Campeonato Mundial | Campeonato Mundial            | Campeonato Mundial | Campeonato Mundial |
| Año                | Lugar                         | Medalla            | Prueba             |
| ------------------ | ----------------------------- | ------------------ | ------------------ |
| 1994               | Indianápolis (Estados Unidos) | Medalla de plata   | Doble scull ligero |